# (2932) Kempchinsky
(2932) Kempchinsky est un astéroïde de la ceinture principale.

## Description
(2932) Kempchinsky est un astéroïde de la ceinture principale. Il fut découvert le 9 octobre 1980 à l'Observatoire Palomar par Carolyn S. Shoemaker. Il présente une orbite caractérisée par un demi-grand axe de 3,62 UA, une excentricité de 0,11 et une inclinaison de 2,3° par rapport à l'écliptique.

## Compléments